# 东宫三少
太子少师、太子少傅、太子少保的通称，为东宫三师的辅官。东宫三师是太子太师、太子太傅、太子太保的通称，从一品官。
东宫三师与东宫三少后世渐为虚衔，为加官。